# Taesŏng-guyŏk
Taesŏng-guyŏk é uma das 19 regiões administrativas de Pyongyang, capital da Coreia do Norte.